# Садовиця
Са́довиця (болг. Садовица) — село в Кирджалійській області Болгарії. Входить до складу общини Момчилград.

## Населення
За даними перепису населення 2011 року у селі проживали 37 осіб, усі — турки.
Розподіл населення за віком у 2011 році:
Динаміка населення: